# Schloss Ilvesheim

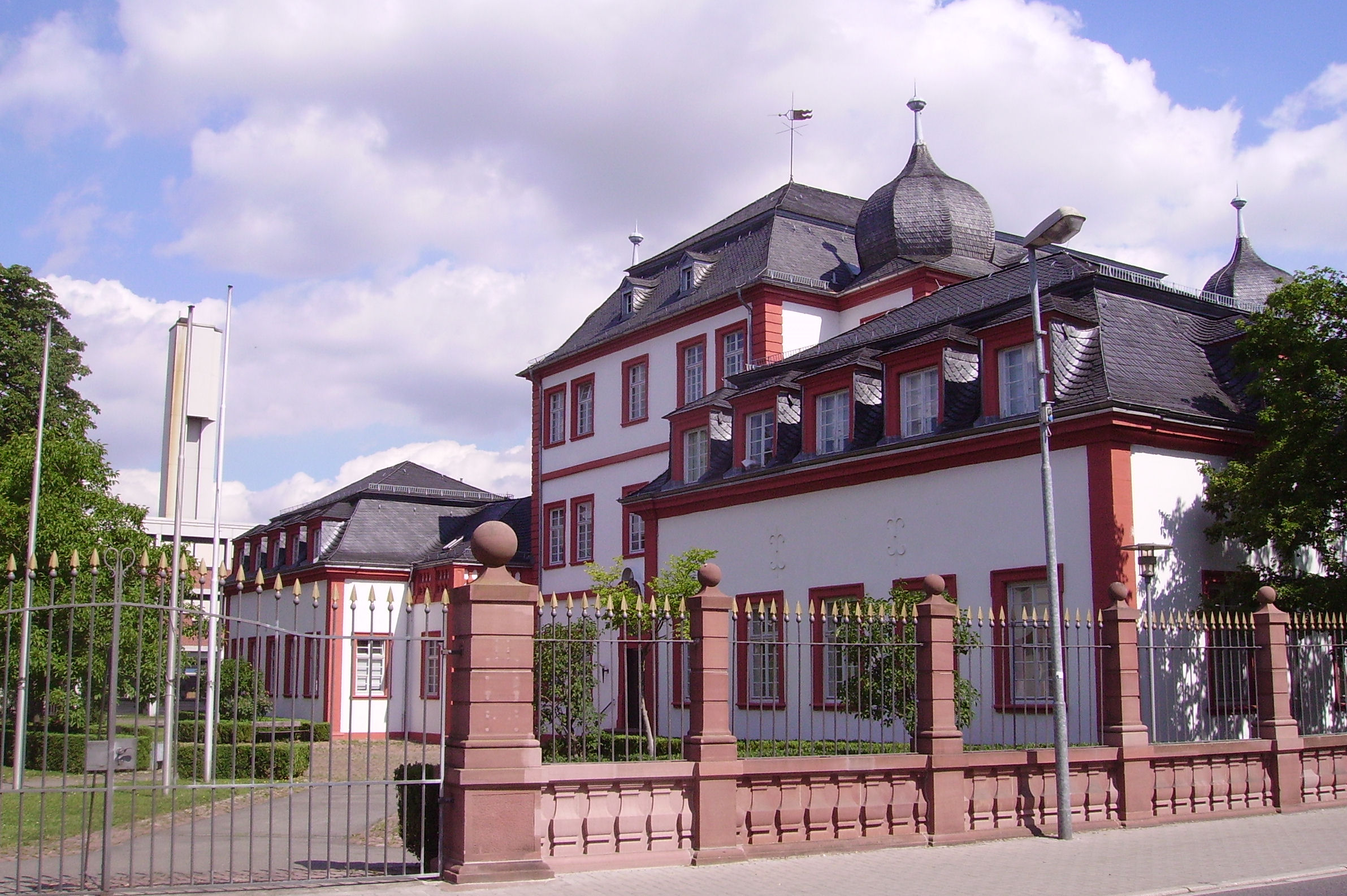
Schloss Ilvesheim

Schloss Ilvesheim liegt in der Mitte der Gemeinde Ilvesheim im Rhein-Neckar-Kreis. Der im Stil des Barocks ausgeführte Bau befindet sich heute im Besitz des Landes Baden-Württemberg und beherbergt die staatliche Blindenschule für Seh- und Mehrfachbehinderte.

## Geschichte
Erstmals nachgewiesen werden konnte der Neubau eines Vorgängergebäudes, der Erlenburg, für das Jahr 1511. Die Junker von Erligheim erhielten bereits im Jahr 1358 vom Pfalzgraf das Schlossgut sowie den Ort Ilvesheim als Lehen. Nach dem Aussterben des Geschlechtes wurde das Lehen gegen 1571 von den Landschad von Steinach übernommen. Die Erlenburg wurde im Pfälzischen Erbfolgekrieg 1689 vollständig zerstört. 
Kurz nach der Übernahme der Lehensherrschaft durch Lothar Friedrich von Hundheim (1668–1724), begann dieser ab 1700 mit dem Neubau des Schlosses im Stil des Barock. Die Ausführung erfolgte als dreistöckiger Zentralbau mit vier Ecktürmen und Zwiebelhauben. Als erster Minister des Kurfürsten Johann Wilhelm sollte es ihm als repräsentativer Wohnsitz dienen. Die Flügelbauten entstanden in den Jahren 1750 bis 1773 und wurden damals als Orangerie und Küche genutzt. Als weitere Bauten wurden im 18. Jahrhundert ein Ökonomiegebäude und der Amtshof errichtet. In der Folgezeit verarmte das Geschlecht derer von Hundheim und nach dem Tod von Alfred von Hundheim 1855 fiel das Schloss an den badischen Staat. 
Bereits 1868 wurde im Gebäude die staatliche Blindenschule eingerichtet. Im Rahmen der Nutzung wurde 1903/04 ein weiterer Flügel an das Schloss angebaut. Vom Schlosspark ist heute, auf Grund der Errichtung weiterer Schulbauten, nur noch wenig zu erkennen.